# Imagem ISO
Um ISO (extensão .iso) é uma imagem de CD, DVD ou BD de um sistema de ficheiros ISO9660. Por outras palavras, refere-se a qualquer imagem de um disco óptico, mesmo uma imagem UDF. Como é típico em imagens de disco, para além dos ficheiros de dados que estão contidos na imagem ISO, também contém todos os metadados do sistema de ficheiros, incluindo o código de arranque, estruturas e atributos. Toda essa informação está contida num único ficheiro. Essas propriedades a tornam uma alternativa atraente aos meios físicos para a distribuição de software, que requer uma informação adicional, pois é fácil de obter através da Internet.
Alguns dos usos mais comuns incluem a distribuição de sistemas operativos, tais como sistemas Linux ou BSD, e Live CDs. A maioria dos programas de gravação de CD/DVD consegue reconhecer e usar as imagens de CD, possibilitando a cópia de dados de mídia existentes ou criando novas unidades a partir de ficheiros existentes, porém ainda são raras as imagens ISO de BD (Blu-ray Disc) e somente poucos programas suportam as imagens ISO de BD. A maioria dos sistemas operativos (incluindo Mac OS, Mac OS X, BSD, Linux e Windows com Microsoft Virtual CD-ROM panel) permitem que essas imagens sejam montadas como se fossem discos físicos, tornando-se de alguma forma úteis como um formato de armazenamento universal.
Os emuladores de videogames, tais como o ePSXe, e muitos outros emuladores que leem CD/DVD são capazes de executar ficheiros ISO/BIN (e outros formatos similares) em vez de executarem diretamente do leitor de CDs. Também se obtém um rendimento muito superior ao se correr um ficheiro ISO, pois não há tempos de espera para que o CD/DVD esteja pronto, e também por a velocidade de entrada/saída no disco rígido ser muitas vezes superior à dos leitores de CD/DVD.

## Formatos de ficheiros relacionados
- BIN/Cue
- BWT, BWI, BWS, BWA
- B5I, B6I
- CCD
- CSO (.cso)
- DAA (.daa)
- MDF/MDS (.mdf)
- UIF (.uif)
- NRG (.nrg)
- DMG (Apple disk image) (.dmg)
- CTOS Image
- MDX Image (.mdx)